# Alan Bradley
Alan Bradley (Toronto, 1938) è uno scrittore canadese.
La sua produzione più celebre è la serie di gialli intitolata I Misteri di Flavia De Luce (Flavia De Luce's Mysteries) composta da dieci volumi: Delitto nel campo di cetrioli, La morte non è cosa per ragazzine, Aringhe rosse senza mostarda, Il Natale di Flavia De Luce, A spasso tra le tombe , Un segreto per Flavia De Luce, Flavia De Luce e il cadavere nel camino , Un posto intimo e bello ,  Il gatto striato miagola tre volte , Le trecce d'oro dei defunti . La serie è ambientata nell'Inghilterra del 1950 in una cittadina fittizia di nome Bishop's Lacey, e come protagonista ha un'undicenne di nobili origini, Flavia De Luce, amante della chimica, che vive assieme al padre e alle due sorelle nella tenuta di Buckshaw. Tra i riconoscimenti ottenuti figurano l'Arthur Ellis Award for Best First Novel e l'Agatha Award for Best First Novel.

## Biografia
Alan Bradley è nato a Toronto e cresciuto a Cobourg, nell'Ontario. Esperto di ingegneria elettronica, Alan lavorò per numerose stazioni radio e televisive nell'Ontario, e per l'istituto politecnico di Ryerson (ora un'università) a Toronto, prima di divenire direttore di ingegneria televisiva nel centro media all'Università di Saskatchewan, a Saskatoon, dove rimase per venticinque anni prima di ritirarsi nel 1994 per dedicarsi alla scrittura.
Divenne il primo presidente dei Saskatoon Writers, e un membro fondatore della Saskatchewan Writers Guild. Le sue storie per ragazzi furono pubblicate nel The Canadian Children's Annual, e la sua storia breve, Meet Miss Mullen, fu la prima a ricevere il Saskatchewan Writers Guild Award for Children Literature.
Per un paio di anni, insegnò regolarmente in corsi di scrittura creativa e produzione televisiva all'Università di Saskatchewan per entrambi i livelli principiante ed avanzato.
Le sue produzioni letterarie sono state pubblicate su giornali di letteratura e lo stesso Alan ha tenuto diverse letture al pubblico nelle scuole e nelle gallerie. Le sue storie brevi sono state anche trasmesse dalla CBC Radio.
È stato un membro fondatore del Casebook of Saskatoon, una società il cui primo interesse era la produzione letteraria Doyliana ed in generale tutto ciò che riguardasse le avventure del celebre investigatore Sherlock Holmes. Qui incontrò il dottor William A.S. Sarjeant, col quale collaborò alla stesura del loro romanzo classico, Ms. Holmes of Baker Street'. Questo sviluppava la teoria secondo cui il detective fosse in verità una donna, e difatti la sua pubblicazione fu accolta da quello che fu definito un "benvenuto tempestoso".
Il rilascio di Ms. Holmes a livello nazionale fece sì che i due autori fossero coinvolti in numerose interviste, apparizioni televisive e dibattiti. Alcuni frammenti della vita di Bradley e alcune sue asserzioni furono pubblicate nel The Globe and Mail e nel National Post.
Successivamente venne stampato un suo libro intitolato The Shoebox Bible.
Nel luglio del 2007 fu insignito del Debut Dagger Award dalla British Crimewriter's Association per il suo romanzo The Sweetness At The Bottom Of The Pie.
Attualmente vive a Malta con la moglie Shirley.

## Riconoscimenti
Elenco dei premi vinti, ripreso dal sito ufficiale:Sito ufficiale. Elenco dei premi vinti
- Premio Macavity per il miglior romanzo d'esordio del 2011
- Premio Barry per il miglior romanzo d'esordio del 2010.
- Arthur Ellis Award per il miglior primo romanzo del 2010.
- Premio Agatha per il miglior romanzo d'esordio del 2010.
- Spotted Owl Award del 2010.
- Premio Dilys del 2010.
- Debut Dagger Award del 2007.

## Opere
Serie di Flavia de Luce
- Flavia de Luce e il delitto nel campo dei cetrioli (The Sweetness at the Bottom of the Pie), 2009[1], Mondadori , ISBN 978-88-38-9352-44
- La morte non è cosa per ragazzine (The Weed that Strings the Hangman's Bag), 2010[2], Mondadori, ISBN 978-88-38-9361-04
- Aringhe rosse senza mostarda (A Red Herring Without Mustard), 2011[3], Sellerio, ISBN 978-88-38-93016-4
- Il Natale di Flavia de Luce (I Am Half-Sick of Shadows), 2011, Sellerio, ISBN 978-88-38-9335-16
- A spasso tra le tombe (Speaking from Among the Bones), 2013, Sellerio, ISBN 978-88-38-9319-94
- Lo strano caso del cadavere di rame (The Curious Case of the Copper Corpse (2014), racconto breve inserito nella raccolta La scuola in giallo, 2014, Sellerio, ISBN 978-88-38-9325-64
- Un segreto per Flavia de Luce (The Dead in Their Vaulted Arches), 2015, Sellerio, ISBN 978-88-38-9335-16
- Flavia de Luce e il cadavere nel camino (As Chimney Sweepers Come to Dust), 2017, Sellerio, ISBN 978-88-38-9371-87
- Il gatto striato miagola tre volte. Un romanzo di Flavia de Luce (Thrice the brinded cat hath mew'd), 2019, Sellerio, ISBN 978-88-38-9398-22
- Un posto intimo e bello (The grave's a fine and private place), 2020, Sellerio, ISBN 978-88-389-4126-9
- Le trecce d'oro dei defunti (The Golden Tresses of the Dead), 2022, Sellerio, ISBN 978-88-389-4412-3

Altri libri
- Ms. Holmes of Baker Street, 2004[4]
- The Shoebox Bible, 2006[5]